# Митрэнеску, Флоря
Флоря Митрэнеску (в советских источниках Митранеску; рум. Florea Mitrănescu; 1 февраля 1886 — 1 апреля 1944) — румынский генерал, участник Первой и Второй мировой войны.

## Биография
Послужной список: лейтенант — 01.07.1908, лейтенант — 01.10.1911, капитан — 01.04.1916, майор — 01.09.1917, подполковник — 23.05.1923, полковник — 10.05.1929, бригадный генерал — 01.02.1937, дивизионный генерал — 08.06.1940 года.
8 июня 1940 года ему присвоено звание дивизионного генерала.
С 1 октября 1924 года по 10 мая 1925 года — начальник штаба 8-й стрелковой дивизии. С 1 июля 1925 года по 1 апреля 1926 года — командир 6-го горного батальона. Был командиром 19-й дивизии (1941 год), командовал ей при отступлении из Бессарабии, назначен командиром 7-го армейского корпуса (25 марта 1941 года — 20 марта 1943 года). Корпус участвовал во вторжении в СССР, с началом операции «Барбаросса» форсировал Прут. Во время операции «Охота на дроф» в мае 1942 года войска 7-го армейского корпуса (румынские 10-я и 19-я пехотные дивизии и 8-я кавалерийская бригада) сперва находились на северном участке Ак-Монайских позиции, а затем усилили наступление немецких войск XXXXII корпуса (генерала от инфантерии Франца Маттенклотта) на Керченском полуострове. Вместе с 6-й немецкой армией генерала Ф. Паулюса в составе 4-й румынской армии генерала К. Константинеску летом 1942 года корпус наступал в направлении Волги. В начале октября 1942 года 4-я армия прибыла в район Котельниково. Задачей армии была оборона полосы протяжённостью 280 км южнее Сталинграда. После позиционных боёв осени 1942 года советские войска перешли в наступление и его 7-й корпус (4-я пехотная, 5-я и 8-я кавалерийские дивизии) был уничтожен в ходе операции «Уран» в ноябре 1942 года.
Был командиром 6-го армейского корпуса (20 марта — 15 сентября 1943 года) и снова командиром 7-го армейского корпуса (15 сентября 1943 — 21 февраля 1944 года). 18 июля 1942 года ему было присвоено звание корпусного генерала. Погиб на фронте 21 февраля 1944 года.

## Примечание
1. 1 2 3  Mitrănescu, Florea. The Generals of WWII (2000). Дата обращения: 16 июля 2022. Архивировано 2 июня 2021 года.
2. ↑  Соответствует званию генерал-лейтенант.
3. ↑  Decretul Regal nr. 1.928 din 7 iunie 1940 pentru înălțarea în grad a unor ofițeri generali, publicat în Monitorul Oficial, anul CVIII, nr. 131 din 8 iunie 1940, partea I-a, p. 2.829.
4. 1 2 3  FLOREA MITRĂNESCU. people pill (2020).
5. ↑  Manuel Stănescu. Cucerirea Peninsulei Kerci şi a oraşului Harkov // historia.ro. — 2020. Архивировано 10 декабря 2021 года.